# Anna Hubáčková

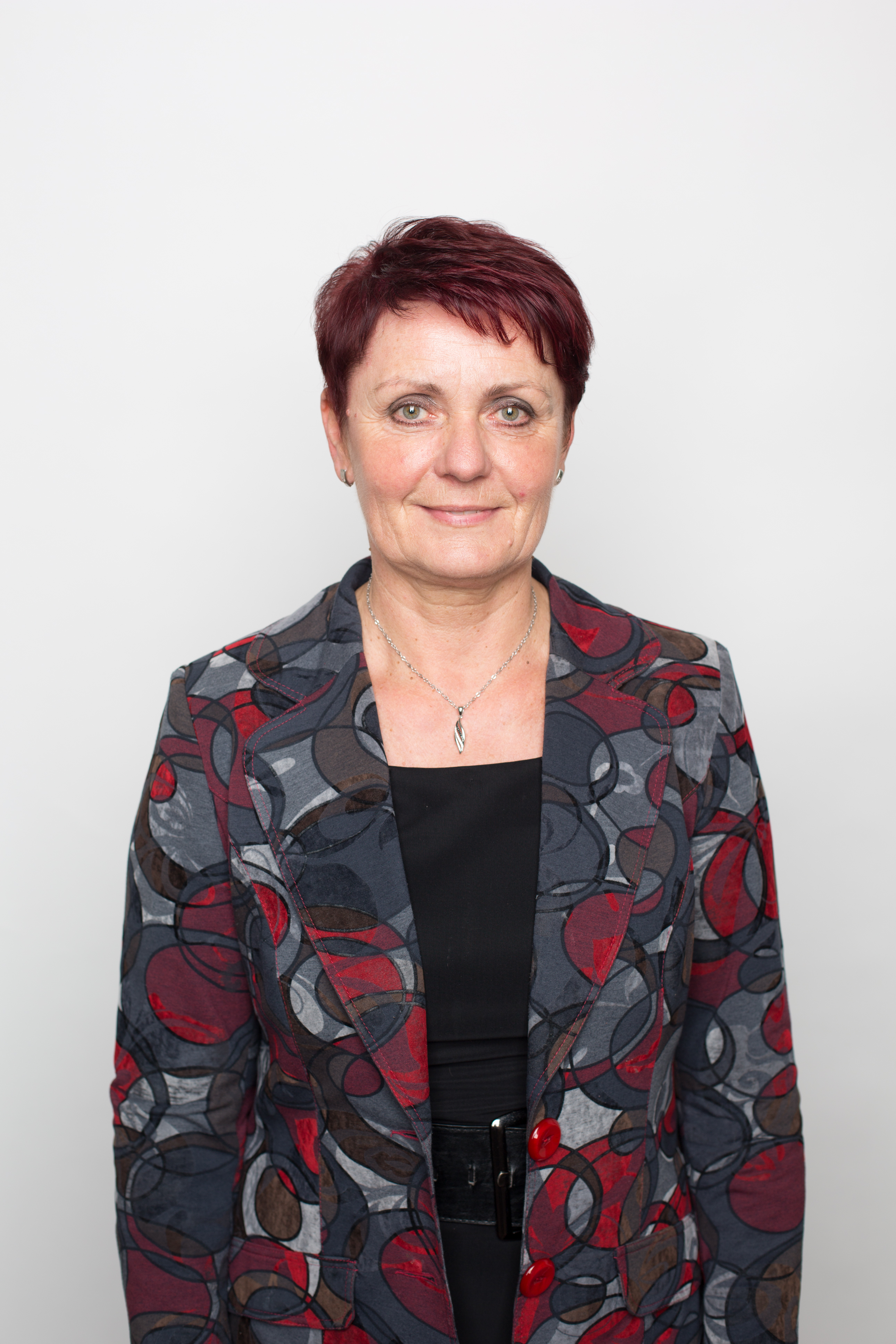
Anna Hubáčková (2016)

Anna Hubáčková (* 6. September 1957 in Hodonín) ist eine tschechische Politikerin der christdemokratischen Partei KDU–ČSL. Sie war von 2016 bis 2022 Senatorin und von Dezember 2021 bis Oktober 2022 Umweltministerin Tschechiens.

## Biographie
Hubáčková besuchte das Gymnasium ihrer Geburtsstadt Hodonín und studierte anschließend Wasserwirtschaft an der Technischen Universität Brünn. 1991 absolvierte sie ein Bachelorstudium an der Masaryk-Universität in Brünn.
Ab 1981 arbeitete sie in der Kommunalverwaltung Hodoníns im Bereich Wasserwirtschaft und Kanalisation sowie als Umweltreferentin. Von 2001 bis 2014 leitete sie das Umweltamt der Region Südmähren. In dieser Funktion war sie im Krisenstab an der Bewältigung der Hochwasser von 2002 und 2006 beteiligt.
Zwischen 2014 und 2018 war Hubáčková Bürgermeisterin der südmährischen Gemeinde Ratíškovice. Sie ist Mitglied der örtlichen freiwilligen Feuerwehr sowie in der Geschäftsführung des Fußballvereins FK Baník Ratíškovice
Bei der Senatswahl 2016 kandidierte 2016 Hubáčková im Wahlkreis Hodonín für die KDU–ČSL. In der Stichwahl setzte sie sich mit 67,8 % der Stimmen gegen den sozialdemokratischen Kandidaten Zdeněk Škromach durch. Nach der Abgeordnetenhauswahl 2021 wurde Hubáčková als Umweltministerin für das Kabinett von Petr Fiala vorgeschlagen und am 17. Dezember in dieser Funktion angelobt.
Hubáčková setzte sich für einen Kohleausstieg in Tschechien bis spätestens 2033 ein und lehnte es ab, das von Präsident Miloš Zeman forcierte Projekt eines Donau-Oder-Elbe-Kanals umzusetzen.
Im November 2022 trat sie aus gesundheitlichen Gründen als Ministerin zurück.